# ذو الفقار يونس
ذو الفقار يونس عبد علي (مواليد 27 مايو 2001) هو لاعب كرة قدم عراقي محترف يلعب كمهاجم في نادي دهوك، معارًا من نادي الشرطة، في دوري نجوم العراق ومنتخب العراق تحت 23 عامًا.

## المسيرة الكروية للنادي
أمضى ذو الفقار مسيرته الشبابية كاملة في نادي الشرطة، حيث كان والده يونس عبد علي أسطورة حيث لعب لهم، وأدارهم، وقادهم وفاز بالحذاء الذهبي معهم. لقد نشأ في صفوف الشباب وترقى إلى الفريق الأول في عام 2022.
في سبتمبر 2023، وقع نادي دهوك مع يونس على سبيل الإعارة للموسم المقبل من دوري نجوم العراق، مشيرًا إلى أنه إضافة قيمة للفريق وسيساعد في تحسين الفريق. وفي يوليو 2023، سجل يونس هدف الفوز في نهائي الملحق ضد النجف ليتأهل دهوك إلى دوري أبطال الخليج للأندية في الموسم التالي.

## المسيرة المهنية الدولية
في يونيو 2021، أُستدعي يونس إلى منتخب العراق تحت 20 عامًا للمشاركة في كأس العرب تحت 20 عامًا في مصر. وفي العام التالي أستدعي مرة أخرى إلى المنتخب الوطني العراقي تحت 20 سنة لمعسكر تدريبي في بغداد قبل بطولة كأس العرب تحت 20 سنة القادمة. في سبتمبر 2022، كان يونس واحدًا من 5 لاعبين قال مدرب منتخب العراق للشباب تحت 20 عامًا عماد محمد إنه أعجب بهم وأضافهم إلى تشكيلة منتخب بلاده بعد نهاية موسم الدوري العراقي الممتاز للشباب. أُستدعي إلى معسكر تدريبي في بغداد حيث سيلعب الفريق ثلاث مباريات ودية.
في مارس 2023، أستدعي ذو الفقار إلى منتخب العراق تحت 23 عامًا للمشاركة في بطولة الدوحة الدولية في قطر. في يونيو 2023، أستدعي يونس مرة أخرى إلى منتخب العراق تحت 23 عامًا لبطولة اتحاد غرب آسيا تحت 23 عامًا 2023، والتي أقيمت في العراق والتي سيفوز بها العراق. سجل ذو الفقار هدفًا لصالح منتخب العراق تحت 23 عامًا في مباراة ودية فاز فيها منتخب العراق على اليمن 3-0 في أغسطس 2023. في سبتمبر 2023، انضم يونس إلى تشكيلة العراق النهائية لتصفيات كأس آسيا تحت 23 عامًا في الكويت. وسجل المهاجم الشاب هدفًا في المباراة الأخيرة للعراق أمام الكويت، والتي انتهت بالتعادل 2-2، ليتصدر العراق المجموعة ويتأهل إلى كأس آسيا تحت 23 عامًا 2024 في قطر. وبعد التصفيات، بقي جزءًا من الفريق الذي سافر إلى المغرب لخوض مباريات ودية ضد المغرب وجمهورية الدومينيكان.

## الحياة الشخصية
والد ذو الفقار، يونس عبد علي، هو لاعب دولي سابق في العراق وأسطورة في فريق الشرطة، حيث تدرج في أكاديمية الشباب وسجل أكثر من 150 هدفًا للفريق الأول، وحصل على لقب هداف الدوري العراقي الممتاز 1993–94 برصيد 36 هدفًا ثم تولى بعد ذلك إدارة النادي.

## الأوسمة
الشرطة
- الدوري العراقي الممتاز : 2022–23

العراق تحت 23 سنة
- بطولة غرب آسيا تحت 23 سنة : 2023